# Novîcika, Dolîna
Novîcika (în ucraineană Новичка) este o comună în raionul Dolîna, regiunea Ivano-Frankivsk, Ucraina, formată numai din satul de reședință.

## Demografie
Componența lingvistică a comunei Novîcika
     Ucraineană (99,42%)
     Alte limbi (0,53%)
Conform recensământului din 2001, majoritatea populației comunei Novîcika era vorbitoare de ucraineană (99,42%), existând în minoritate și vorbitori de alte limbi.